# Addometer

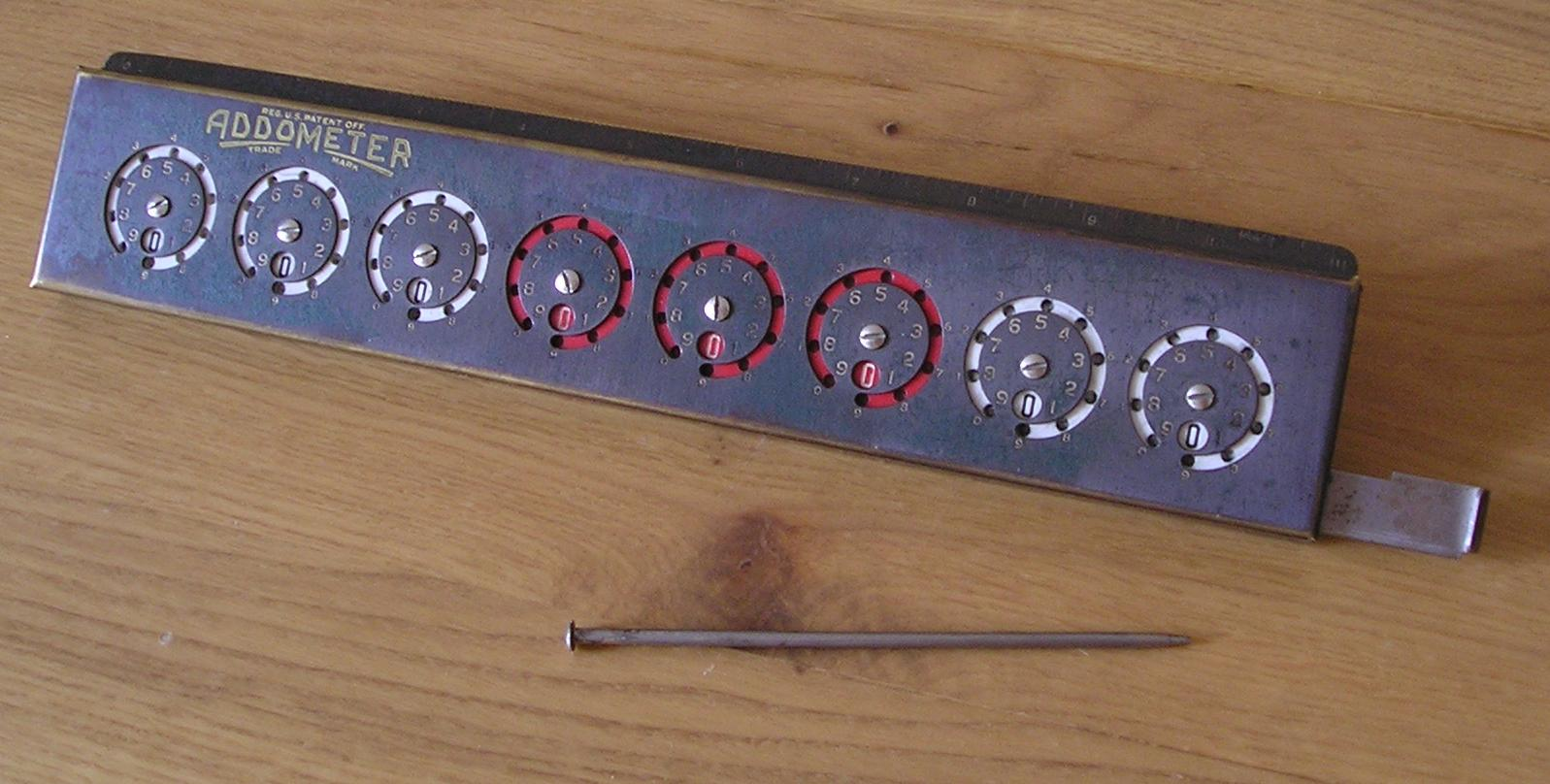
Addometer "Model B"

L'Addometer è una addizionatrice meccanica che per modalità di utilizzo e aspetto esterno assomiglia alla pascalina di Blaise Pascal.
L'addizionatrice si presenta come un pesante righello, lungo circa 30 cm. Delle fessure circolari permettono di azionare delle ruote numerate poste all'interno, tramite appositi fori praticati sulla ruota. Ad ogni foro corrispondeva una cifra scritta con caratteri grandi sul lato interno della fessura e il suo complemento a 9, scritto esternamente a caratteri più piccoli. Per addizionare si poneva la punta dello stilo in corrispondenza del numero grande e si faceva ruotare il disco in senso orario. Per sottrarre, invece, si poneva lo stilo in corrispondenza del numero esterno e si effettuava una rotazione antioraria. Un meccanismo molto semplificato rispetto a quello della Pascalina permetteva il riporto delle decine. Il risultato appariva automaticamente ed era possibile azzerarlo tirando la linguetta posta sulla destra dello strumento.
Venne prodotto dal 1928 fino agli anni sessanta dalla Reliable Typewriter and Adding Machine Co.. I numeri venivano impressi su dei dischi forati e dentati. Si trattava di strumenti molto economici ed affidabili, tanto da essere coperti da un anno di garanzia, cosa abbastanza insolita per l'epoca.
I principali modelli in commercio erano:
- A per il calcolo con frazioni
- B calcolo decimale, il righello è graduato in pollici
- C le ultime tre ruote sono per piedi, pollici e ottavi di pollice
- D uguale al modello B, ma con il righello in centimetri
- E per le unità valutarie brasiliane, con il righello in centimetri
- F English currency: 5 ruote per le sterline, 2 per gli scellini e una per i penny.

In tutti i modelli le ruote erano colorate opportunamente per distinguerne facilmente la funzione. Ad esempio i centesimi, le unità (dollari) e le migliaia avevano colori diversi.
Negli Stati Uniti le addizionatrici di questo tipo ebbero un'enorme diffusione. Al contrario, in Europa, dove erano state introdotte prima, gli venivano preferite le addizionatici a cremagliera, come l'Addiator. La prima piccola addizionatrice ad avere ampia diffusione in America fu la Calculator, brevettata da Bonham e Schram nel 1905, che venne prodotta e commercializzata da diverse ditte. Una di queste, nel 1924, introdusse una versione perfezionata (la Lightning), a questa seguirono l'Addometer e altre macchine più o meno simili. Addometer e Lightning erano i prodotti di maggior successo. 
Tra le altre ditte si può menzionare la Sterling. Questa produceva piccole addizionatrici di plastica. In particolare realizzò per l'IBM una famosa versione che lavorava in base esadecimale.